# Olivia Choong
Olivia Choong Way Sun (13 de febrero de 1979) es una activista ambiental de Singapur. Fundó Green Drinks Singapore en noviembre de 2007, un movimiento sin fines de lucro que crea activamente conciencia sobre los problemas ambientales pertinentes y conecta a empresas, académicos, gobiernos, medios de comunicación, organizaciones no gubernamentales e individuos para el intercambio de conocimientos y oportunidades de colaboración. También fundó una consultoría de relaciones públicas Green PR en abril de 2010, centrada en las pequeñas y medianas empresas ambientales.
En 2013, recibió el premio EcoFriend por sus contribuciones ambientales a Singapur.
Antes de Green Drinks, Olivia estaba con la oficina de Hill & Knowlton (ahora Hill+Knowlton Strategies - una empresa global de consultoría de relaciones públicas) en Singapur. Su cartera incluía comunicaciones financieras, relaciones públicas de consumo y comunicaciones corporativas. En los últimos años, Olivia también se ha interesado mucho en la agricultura urbana y la agricultura de pasatiempos, y comenzó The Tender Gardener para documentar su viaje de vida sostenible, y ahora enseña talleres relacionados con la jardinería.
Además, Olivia contribuye con artículos a Eco-Business.com, InTheLoop, LOHASIA, Public House y Green Kampong. También forma parte de la junta directiva de Avelife, una organización no gubernamental ambiental juvenil.